# Distrikt San Francisco de Asís
Der Distrikt San Francisco de Asís liegt in der Provinz Lauricocha in der Region Huánuco in Westzentral-Peru. Der Distrikt wurde am 20. April 1960 gegründet. Er besitzt eine Fläche von 86,3 km². Beim Zensus 2017 wurden 1356 Einwohner gezählt. Im Jahr 1993 lag die Einwohnerzahl bei 2997, im Jahr 2007 bei 2426. Sitz der Distriktverwaltung ist die 3437 m hoch gelegene Ortschaft Huarín mit 425 Einwohnern (Stand 2017). Huarín befindet sich 12,5 km nordnordwestlich der Provinzhauptstadt Jesús.

## Geographische Lage
Der Distrikt San Francisco de Asís befindet sich in den Anden im Nordosten der Provinz Lauricocha. Der Distrikt wird im Nordwesten von den Flüssen Río Nupe und Río Lauricocha begrenzt. Letzterer durchquert zuvor den östlichen Teil des Distrikts in nördlicher Richtung. Die beiden Flüsse vereinigen sich im äußersten Norden des Distrikts zum Río Marañón.
Der Distrikt San Francisco de Asís grenzt im Südosten, im Süden und im Südwesten an den Distrikt Jivia, im Nordwesten an den Distrikt Rondos, im Norden an den Distrikt Choras (Provinz Yarowilca), sowie im Osten an die Distrikte Yacus und Margos (beide in der Provinz Huánuco).

## Ortschaften
Im Distrikt gibt es neben dem Hauptort folgende größere Ortschaften:
- Caramarca
- Churin
- Huancabamba
- Panash
- San Antonio de Chinchas